# Красимира Даскалова
Красимира Петрова Даскалова е българска историчка, професор в Софийския университет.

## Биография
След дипломирането си в периода 1981-1982 г. работи като млад специалист в Исторически архив в Русе. В периода 1982-1992 г. е специалист-историк в катедра „История и теория на културата“ към Философския факултет на Софийския университет.
В периода 1992 – 1999 г. е асистент във Философския факултет на Софийския университет. Специализирала е в Германия и Унгария. От март 2001 г. е доцент по история на културата във Философския факултет на Софийския университет. От 2012 г. заема академичната длъжност професор.
Преподава Книгознание и История на книгата и четенето, История на цензурата, Нови тенденции в историята на книгата и четенето, История на европейското книгоиздаване, История на българската култура, ХІХ-ХХ век, Методологически проблеми на историята на жените и пола, Социалната история на Югоизточна Европа като история на пола през XIX и XX век, История на женските движения и феминизмите в Европа и Америка.
През 2001 г. е гост-професор в Централноевропейския университет в Будапеща, през 2002 г. е гост-професор в Техническия университет в Хановер, и през 2007 г. е гост-професор в Университета в Сараево.
Автор на редица публикации, книги, изследвания на феминизма и феминистките движения в България, популяризатор на феминизма.
От 2005 до 2010 г. е президент на Международната федерация за изследвания по история на жените и половете. От 2004 до 2008 г. е председател на Управителния съвет на Българската асоциация на университетските жени.. Координатор е на Българската група за изследвания по история на жените и половете.